# Ximo Cerdà
Joaquín Cerdà Boluda, conegut com a Ximo Cerdà (Xàtiva, 3 de maig de 1975), és un professor, científic, escriptor i il·lustrador valencià. Compagina la docència universitària amb la creació literària, especialment dins del camp de la literatura infantil i juvenil. És germà de l’alcalde de Xàtiva, Roger Cerdà Boluda.

## Biografia

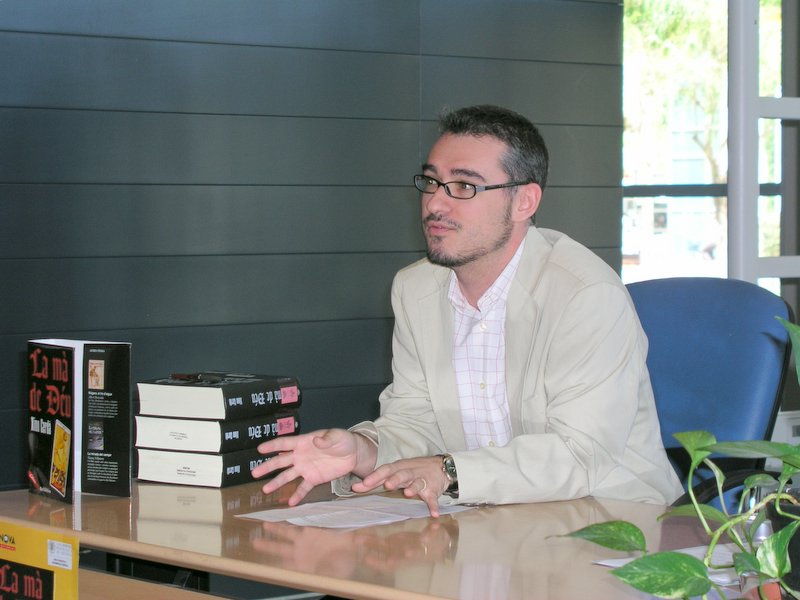
Ximo Cerdà en la presentació de La mà de Déu

Enginyer de telecomunicació des del 1999, es va incorporar com a professor a la Universitat Politècnica de València l’any 2000, on exerceix com a docent i investigador.
Ha desenvolupat diversos MOOCs (cursos oberts massius en línia) relacionats amb l’enginyeria física, a través de la plataforma EdX.

## Trajectòria literària
Va iniciar la seua carrera com a escriptor l’any 2006 amb La mà de Déu i L’incomparable Bredford Bannings. Des d’aleshores ha publicat més de trenta títols, tant en català com en castellà, amb editorials com Bromera, Barcanova, Anaya o Algar Editorial. El seu estil es caracteritza per una narrativa àgil, plena d’humor i enigmes, sovint combinada amb elements de misteri o fantasia.
Algunes de les seues obres més destacades són:
- El secret del contacontes (2023, Bromera), premi de la Crítica dels Escriptors Valencians i finalista del Premi Llibreter.[3]
- Tizas de colores (2023, Algar Editorial), guanyadora del Premi Algar de novel·la infantil.[4]
- La sèrie Escapistes (Barcanova / Anaya), dirigida a lectors entre 9 i 12 anys, inicia amb Escapistas. La torre de los secretos.[5]
- Un mocador de pirata (2018, Bromera), premi de Narrativa Infantil Vicent Silvestre 2017[6]
- La mirada de l'àngel (2007, Brosquil), premi de Narrativa Juvenil Vila de La Vall d'Uixó 2006
- En Bredford Bannings i els diamants de Bontawa (2008, Barcanova)
- L'incomparable Bredford Bannings (2006, Barcanova)
- La mà de Déu (2006, Barcanova)

També ha conreat el teatre, amb obres com Coda (Premi Nacional Castelló a Escena 2009), i ha participat com a guionista i director en curtmetratges com Esa Mirada (2016).

## Obra científica i divulgativa
Cerdà ha publicat manuals i llibres tècnics vinculats a l’enginyeria, la física i la intel·ligència artificial. Destaquen:
- Introducció als sistemes complexos, als autòmats cel·lulars i les xarxes neuronals (2008)
- Relativitat especial per a enginyers (2011)

També ha il·lustrat i escrit obres pedagògiques com El llibre dels enigmes (2009), en col·laboració amb Albert Alforcea, o els quaderns de la col·lecció Estiueja amb Barcanova.

## Reconeixements
La seua trajectòria ha estat reconeguda amb diversos premis de narrativa, teatre i còmic. Entre els més destacats:
- Premi de la Crítica dels Escriptors Valencians (2023)
- Premi Algar de novel·la infantil (2023)
- Premi Vicent Silvestre de narrativa infantil (2017)
- Premi Nacional de Teatre Castelló a Escena (2009)
- Premi de Narrativa Juvenil Ciutat de la Vall d'Uixó (2006)
- Premi Francesc Bru, Premi Josep Saperas, Premi Valls Jove, entre altres